# Palácio Itamaraty
Der Itamaraty-Palast (portugiesisch Palácio Itamaraty), auch bekannt als Palast der Bögen (Palácio dos Arcos), ist das Hauptgebäude des Außenministeriums von Brasilien. Er steht in der Hauptstadt Brasília. Das Gebäude wurde von Oscar Niemeyer entworfen und am 21. April 1970 eingeweiht. Es liegt östlich des Nationalkongresses entlang der Eixo Monumental, in der Nähe des Praça dos Três Poderes (Platz der drei Gewalten).
In Brasilien gilt Itamaraty als Metonym für die Institution des Außenministeriums. Der Name entspringt dem Itamarati-Palast in Rio de Janeiro, wo der Sitz des Ministeriums bis zum Umzug nach Brasília war.

## Galerie

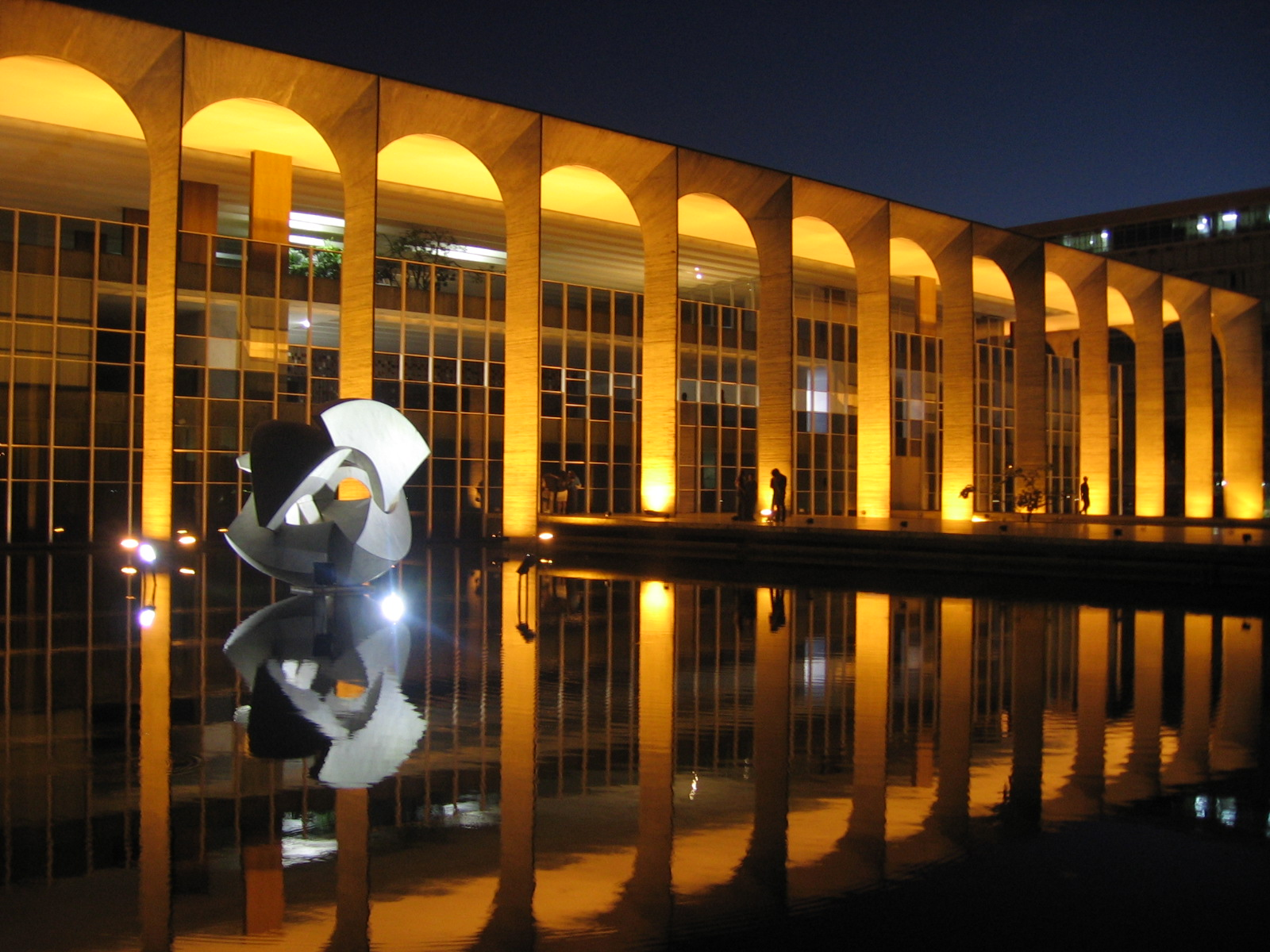
Fassade bei Nacht
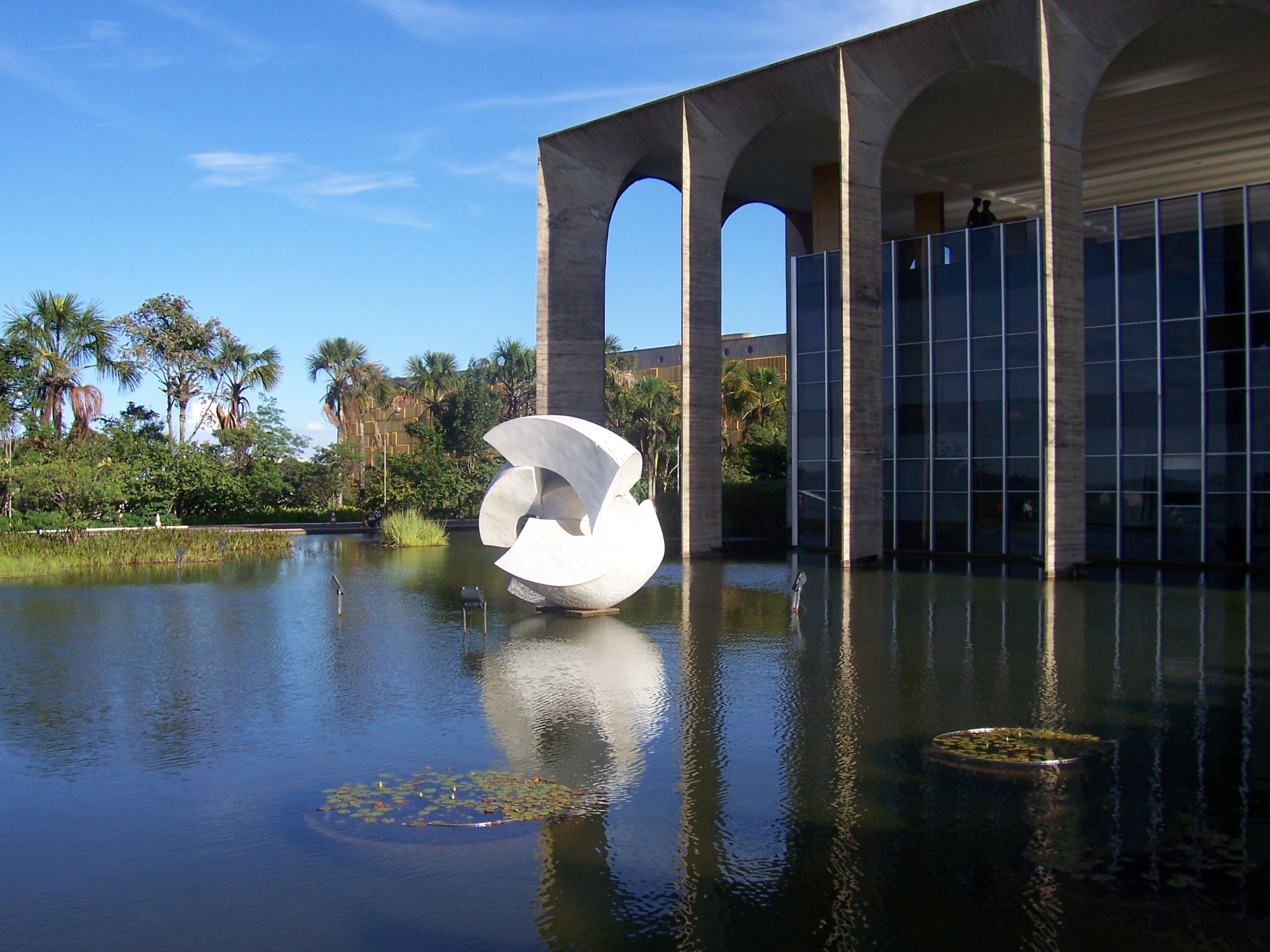
Meteoro (Meteor), eine Mamorskulptur von Bruno Giorgi
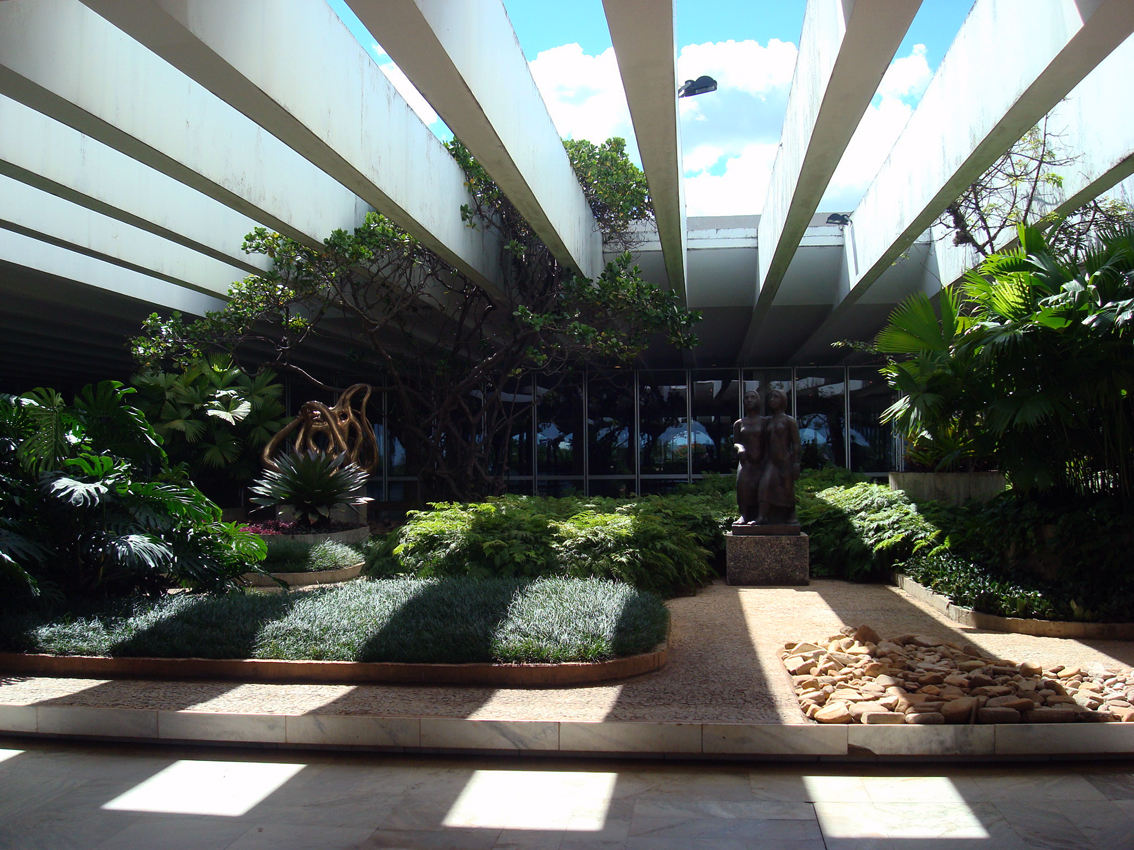
Dachgarten
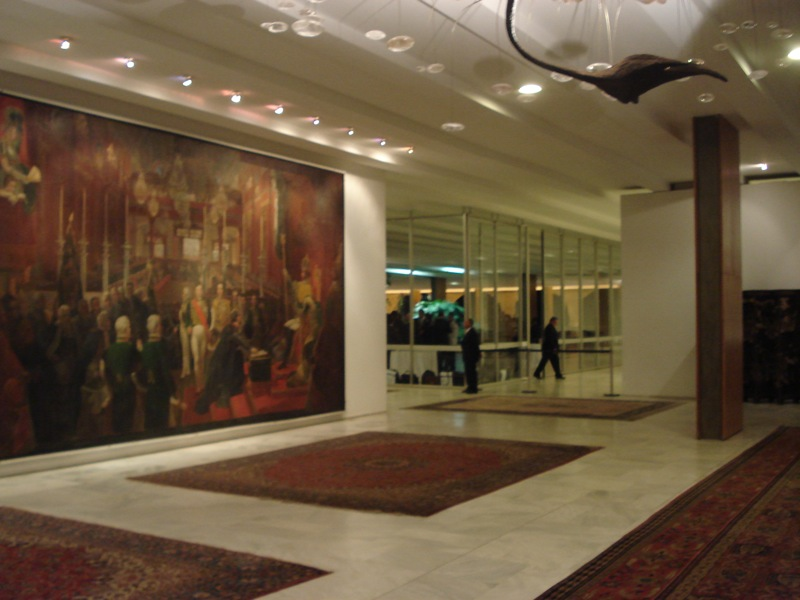
Dom Pedro I Saal. Das große Gemälde an der Wand zeigt die Krönung von Kaiser Peter I. in 1822
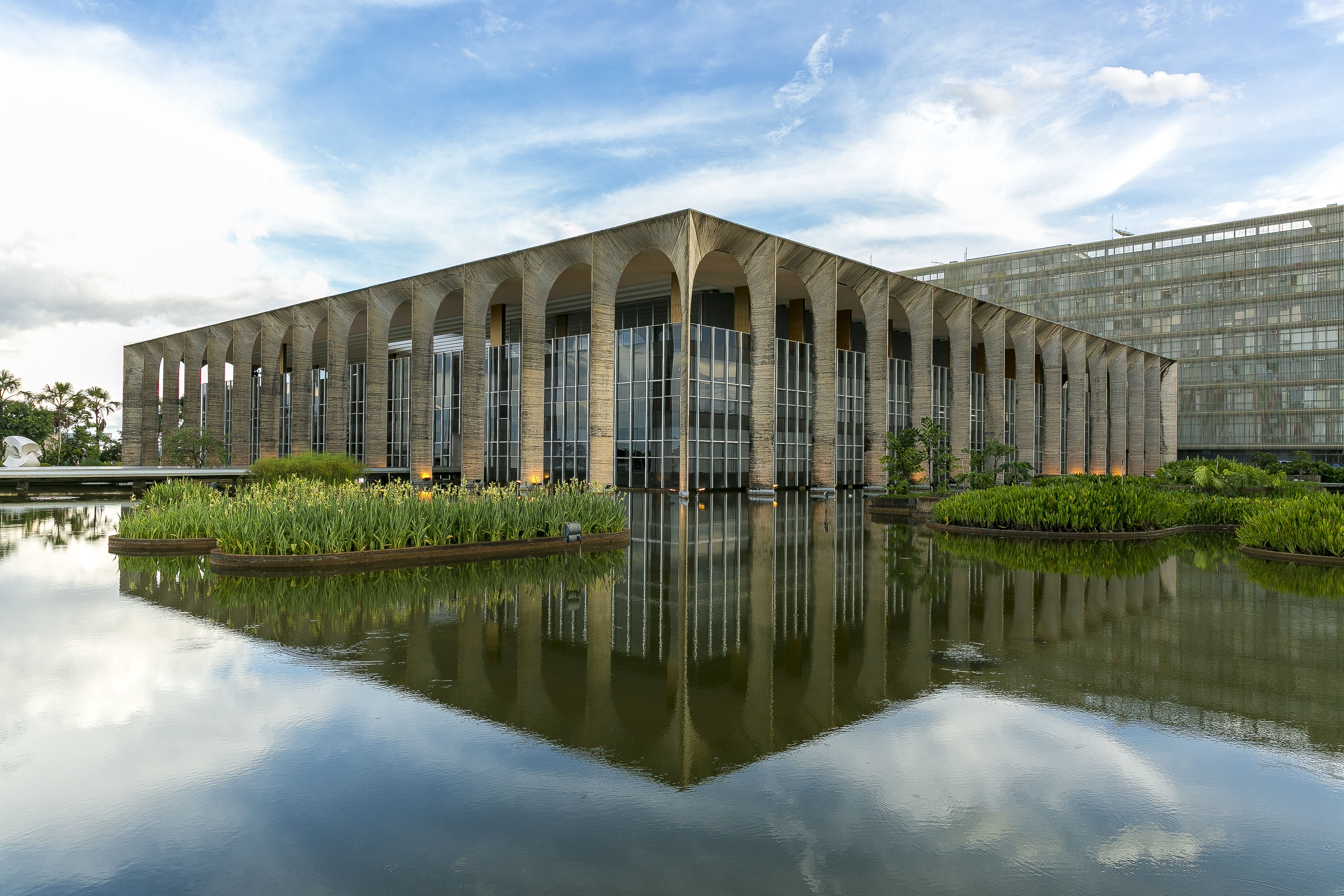
Spiegelndes Wasserbecken